# Los Manantiales, Hidalgo
Los Manantiales är en ort i Mexiko.   Den ligger i kommunen San Bartolo Tutotepec och delstaten Hidalgo, i den sydöstra delen av landet, 140 km nordost om huvudstaden Mexico City. Los Manantiales ligger 1 214 meter över havet och antalet invånare är 246.
Terrängen runt Los Manantiales är bergig österut, men västerut är den kuperad. Runt Los Manantiales är det ganska tätbefolkat, med 149 invånare per kvadratkilometer. Närmaste större samhälle är San Bartolo Tutotepec, 1,3 km sydost om Los Manantiales. Omgivningarna runt Los Manantiales är en mosaik av jordbruksmark och naturlig växtlighet.